# Spargania ranulodes
Spargania ranulodes là một loài bướm đêm trong họ Geometridae.